# Alto Alegre (Maracanaú)

Alto Alegre é um bairro do município brasileiro de Maracanaú, Ceará. 
Sua população é de cerca de 15.000 habitantes.
O bairro conta com uma das estações da Linha Sul do Metrofor.